# Getting Over It with Bennett Foddy
Getting Over It with Bennett Foddy, comúnmente abreviado como Getting Over It, es un videojuego desarrollado por el creador de QWOP Bennett Foddy. El juego fue lanzado como parte del Humble Monthly de octubre de 2017, el 6 de octubre, cuando fue jugado por más de 2.7 millones de jugadores. Una versión del juego de Steam fue lanzada después por Foddy el 6 de diciembre de 2017. El juego también fue lanzado para iOS el mismo día.

## Jugabilidad
Getting Over It se concentra en un protagonista mudo llamado Diógenes sentado en un calderón con un martillo Yosemite, que puede usar para sostener objetos para poder moverse. Usando el mouse o el trackpad, el jugador intenta mover la parte superior del cuerpo y el martillo para trepar sobre una montaña empinada. El juego acepta mandos de control, pero hacen al juego más difícil debido a la imprecisión de los joysticks.
El juego se dificulta a medida que se progresa en la montaña. No hay checkpoints, por lo que el jugador está en constante riesgo de perder parte o todo su progreso. El juego concluye cuando un jugador ha alcanzado la parte más alta del mapa y entra al espacio exterior. Al alcanzar la conclusión, un mensaje le pregunta a los jugadores si están grabando el juego. Cuando un jugador indica que no, el juego accede a un Chatroom de otros jugadores que han completado el juego.
El juego está acompañado por Bennett Foddy como comentarista discutiendo varios temas filosóficos. Los comentarios también incluyen frases sobre la decepción y la perseverancia cuando un progreso significante es perdido por el jugador.

## Desarrollo
Getting Over It apuntó hace "un tipo de persona, para lastimarlos" y tomó inspiración de Sexy Hiking, un juego similar lanzado por el desarrollador de videojuegos checo Jazzuo en 2002.